# Ashippun
Ashippun – miasto w Stanach Zjednoczonych, w stanie Wisconsin, w hrabstwie Dodge.